# Génération.s
Ne doit pas être confondu avec Générations NC.
Génération·s ou Génération.s (abrégé et stylisé en G·s) est un parti politique français classé à gauche, fondé le 1er juillet 2017 par Benoît Hamon, issu du Parti socialiste (PS). Il s'inscrit dans les combats de la gauche et de l'écologie politique.
Nommé Mouvement du 1er Juillet lors de sa fondation, il fait suite aux résultats historiquement bas du Parti socialiste en 2017, lors de l'élection présidentielle — où Benoît Hamon était le candidat du PS — et des élections législatives. Il porte son nom actuel depuis le 2 décembre 2017.

## Historique

### Lancement

Logo du Mouvement du 1er Juillet.

Désigné candidat par 58,69 % des voix au deuxième tour de la primaire socialiste pour représenter son parti, Benoît Hamon est candidat à l'élection présidentielle de 2017, lors de laquelle il est éliminé au premier tour en obtenant 6,36 % des suffrages. Il est par la suite candidat à sa réélection dans la onzième circonscription des Yvelines lors des élections législatives, où il échoue à conserver son mandat, étant également éliminé au premier tour comme de nombreux autres députés socialistes sortants. Le 1er juillet 2017, il quitte le Parti socialiste et crée le Mouvement du 1er Juillet (abrégé en M1717 en référence à sa date de fondation (1er juillet 2017)). L'appellation du mouvement est alors vouée à être provisoire.
Selon son fondateur, le mouvement, présenté comme « une initiative totalement ouverte », a pour but de « dépasser le cadre des partis » et « converger ». Le mouvement n'envisage pas, dans un premier temps, de présenter des candidats aux élections, alors que les sénatoriales sont prévues pour septembre 2017. Hamon affirme vouloir ainsi « refonder et rassembler la gauche » d'ici les prochaines élections européennes de 2019 et municipales de 2020. Il souhaite une grande réunion de structuration et d’organisation pour l’automne 2017 avant la tenue « d'états généraux de toute la gauche pour fabriquer une maison commune en vue des élections municipales de 2020 ». Par ailleurs, il s'agit aussi de faire pérenniser les idées développées par le candidat du PS lors de la campagne présidentielle, comme le revenu universel, et qui ont été abandonnées par le parti lors de la campagne des législatives.
Cinq thèmes sont visibles sur le site internet du mouvement : « Faire entendre la voix des Français », « Vers un développement tempérant », « Mettre le travail au service de l'humain », « La démarchandisation du monde » et « Construire l'Europe pour construire la paix ».
Selon Benoît Hamon, 11 000 personnes ont participé à la création du mouvement. Les écologistes Cécile Duflot et Yannick Jadot, l'essayiste Raphaël Glucksmann, le journaliste Edwy Plenel et l'économiste Thomas Porcher le soutiendraient dans cette démarche.

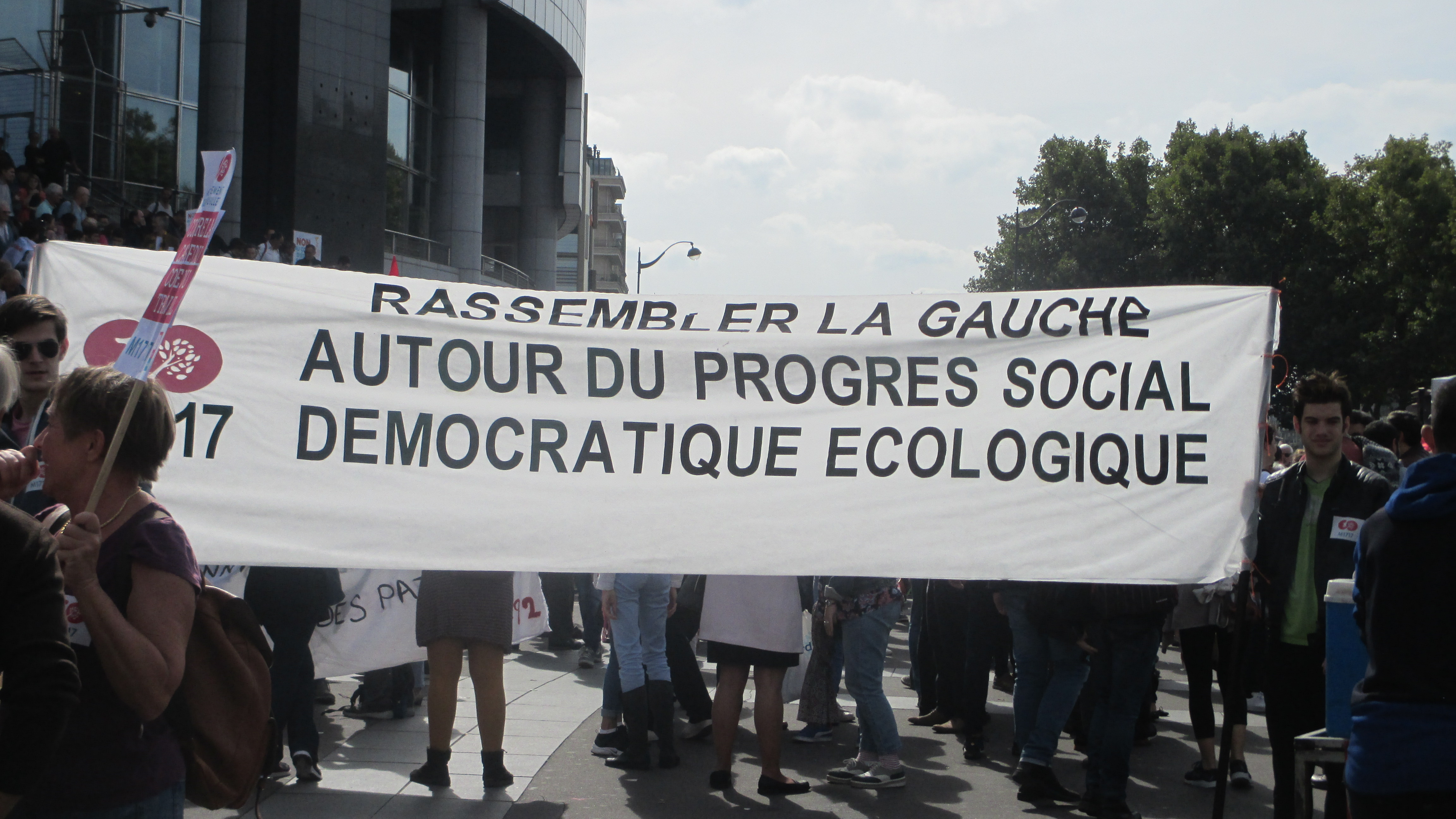
Militants du Mouvement du 1er Juillet lors de la marche contre le coup d'État social, place de la Bastille (septembre 2017).

Dès les premiers jours du mouvement, l'ancienne ministre Dominique Bertinotti, le député européen Guillaume Balas et les anciens députés Barbara Romagnan et Mathieu Hanotin le rejoignent.
Yannick Jadot renonce à rejoindre le mouvement mi-juillet, estimant avoir été un « faire-valoir » pour Benoît Hamon : « Ce rassemblement, c'était du Hamon 2022, ça n'avait rien de collectif. »
En septembre 2017 le Mouvement du 1er Juillet est invité par les organisateurs à participer à la Fête de l'Humanité où il dispose de son propre stand avec outre celle de Benoît Hamon, la présence d'Yves Contassot, Claire Monod et Pierre Serne. Le 23 septembre 2017, le mouvement participe à la marche contre le « coup d'État social » et la politique d'Emmanuel Macron, manifestation politique organisée par La France insoumise. Hamon apparaît publiquement en tête du cortège aux côtés d'élus insoumis dont Jean-Luc Mélenchon. Le 2 octobre 2017, Laura Slimani, ancienne présidente des Jeunes socialistes, quitte le PS pour rejoindre le M1717.
Le 10 octobre 2017, une dizaine de conseillers régionaux dont Benoît Hamon quittent le groupe socialiste du conseil régional d'Île-de-France pour former un nouveau groupe d'une vingtaine de conseillers associant les écologistes,. Celui-ci porte le nom d'Alternative écologiste et sociale. Le même jour, Pascal Cherki quitte le Parti socialiste pour rejoindre le M1717.
Le 19 octobre 2017, Benoît Hamon annonce que le mouvement compte 30 000 adhérents.
Deux députés européens socialistes, Isabelle Thomas et Guillaume Balas, siégeant au sein du groupe de l'Alliance progressiste des socialistes et démocrates au Parlement européen, rejoignent le mouvement en novembre 2017.

### Débuts

Logotype officiel de Génération·s depuis le 2 décembre 2017

Le nom définitif du mouvement est annoncé le 2 décembre 2017 lors du congrès fondateur au Mans. À cet effet, un questionnaire est envoyé à partir du 22 octobre aux militants pour choisir le nom et définir le fonctionnement du futur parti. Il s'agit de définir l'idéologie et la structure du mouvement. Parmi plus de 14 570 propositions, c'est « Génération·s, le mouvement » qui est retenu,. L'organigramme est annoncé le 5 février 2018.
Génération·s soutient le candidat PS Joël Aviragnet face à Michel Monsarrat (LREM) lors du second tour de la législative partielle dans la 8e circonscription de Haute-Garonne. Le 18 mars 2018, le candidat PS, qui avait voté contre la confiance au gouvernement Philippe, est largement réélu. Le 4 avril 2018, lors d'un déplacement en Espagne, le mouvement apporte son soutien à François Ralle Andreoli pour la législative partielle dans la 5e circonscription des Français de l'étranger. François Ralle Andreoli est soutenu pour cette élection par un grand nombre de partis de gauche incluant notamment La France insoumise, le PCF, EÉLV ou encore Nouvelle Donne.
Le 5 avril 2018, dans un contexte de réforme de la SNCF, Benoît Hamon a organisé un « déplacement unitaire » pour soutenir les cheminots et le service public ferroviaire. Plusieurs leaders de gauche dont le communiste Pierre Laurent, les députés insoumis François Ruffin et Eric Coquerel ou encore Olivier Besancenot se sont rendus sur la ligne TER Le Tréport-Abbeville pour soutenir la ligne menacée de fermeture.
Du 30 juin au 1er juillet 2018 a lieu à Grenoble la première convention du parti, qui voit l'adoption des statuts du mouvement ainsi que l'instauration d'une cotisation obligatoire pour y adhérer. Le journaliste antispéciste et fondateur du Révolution écologique pour le vivant (ReV) Aymeric Caron ainsi que le maire écologiste de Grenoble, Éric Piolle interviennent,. Au terme de la convention, ont été élus conjointement une coordinatrice nationale, Claire Monod, conseillère régionale d'Île-de-France, et un coordinateur national, Guillaume Balas, député européen.
Tout au long de l'été 2018, les Jeunes Génération.s, l'aile jeunesse du mouvement, organise le tour de France des alternatives agricoles (TFAA) composé d'une quinzaine d'étapes partout en France. Les jeunes militants sont partis à la rencontre des acteurs présents sur le circuit alimentaire (éleveurs, agriculteurs, marins-pêcheurs, transformateurs, distributeurs, élus, associations) ayant adopté une démarche agroécologique. Ce tour de France a débouché sur la rédaction d'un Manifeste pour une transition agricole plaidant notamment pour une refonte de la Politique agricole commune, le bien-être animal et le soutien aux agriculteurs dans leur transition vers l'agroécologie.
Lors du week-end de rentrée des Jeunes Génération.s organisé à Albertville du 31 août au 2 septembre, Benoît Hamon annonce le lancement d'un tour de France et d'Europe des fraternités et des solidarités à l'issue duquel Génération.s dévoilera sa liste pour les élections européennes. À l'occasion de ce tour Benoît Hamon rencontre notamment Cédric Herrou, agriculteur et militant pour l'accueil des réfugiés, et participe à l'étape finale du tour Alternatiba à Bayonne. Il se rend aussi au Centre d’hébergement et de réinsertion sociale Le Cap à Cherbourg et va à la rencontre des occupants de la maternité du Blanc menacée de fermeture.

### Élections européennes de 2019
Durant le congrès fondateur du mouvement en décembre 2017, Hamon annonce, en prévision des élections européennes de 2019, vouloir élaborer des listes avec l'ancien ministre grec des Finances, Yánis Varoufákis.
Le 10 mars 2018, le mouvement lance à Naples, conjointement avec notamment Yánis Varoufákis (fondateur de DiEM25), Luigi de Magistris (maire de Naples et fondateur du mouvement Democrazia e Autonomia) et les partis Ensemble (Pologne), L'Alternative (Danemark), Livre (Portugal) et MeRa25 (Grèce), L'Appel de Naples, un appel pour créer la « première liste paneuropéenne transnationale » avec un candidat commun pour la présidence de l'Union européenne,,.
Le 26 avril 2018, les partis membres de l'Appel de Naples se réunissent à Lisbonne. Le nom de Printemps européen ou DiEM25 y est notamment choisi pour désigner la liste transnationale aux élections européennes de mai 2019.
Le 8 juin 2018, c'est à Paris que les membres du Printemps européen se rencontrent. Un programme européen commun soumis à amendements y est révélé. Il se compose de 10 différents New Deal. Le parti allemand Demokratie in Bewegung (de) rejoint à cette occasion le Printemps européen sous condition de former une coalition avec l'aile électorale allemande de DIEM25, Demokratie in Europa. Le 23 juin 2018, les membres du Printemps européen se réunissent à Varsovie où ils tiennent une réunion publique sur le thème de la solidarité en Europe en présence de Levica (parti slovène) et Demos (parti roumain).

Le 1er juillet 2018, lors de la Convention nationale de Génération·s à Grenoble, intervient notamment Elly Schlein, députée européenne de Possibile aux côtés de représentants de formations politiques déjà présentes dans le Printemps européen. Lors de cette convention, la députée européenne de Génération·s, Isabelle Thomas, visant explicitement Jean-Luc Mélenchon déclare : 

« Bien sûr il faudra lancer un processus d’assemblée constituante pour réformer les traités. Jamais il n’a été question de dire que les traités en l’état nous satisfaisaient. Absolument pas, ils ne sont pas démocratiques. Mais attention, la réforme des traités ne doit pas nous empêcher d’agir. Il est faux de dire que dans l’état actuel des textes, nous ne pourrions rien faire. J’ai envie de dire à quelqu’un que je ne nommerais pas, c’est aussi absurde de dire quand dans la Ve République, une fois élu député, on ne peut plus rien faire sans la constituante. C’est aussi absurde de dire que si on ne change pas la Constitution de la Ve, on doit quitter la France. Refuser les décharges. Bloquer les budgets. User du droit de veto sur les procédures de consentement. En gros, entrer en résistance parlementaire. »

Par ailleurs, lors de cette convention nationale, le « mandat de négociation pour le Printemps européen » a été présenté et validé par les militants.
Le 3 octobre 2018, Génération.s crée sa délégation au Parlement européen composée des eurodéputés Isabelle Thomas, Guillaume Balas et Édouard Martin. Le 26 octobre 2018, les membres du Printemps européen se réunissent à Francfort, ville où siège la Banque centrale européenne. À cette occasion, le parti politique français Nouvelle Donne et le mouvement espagnol Actúa fondé notamment par Gaspar Llamazares annoncent rejoindre la coalition du Printemps européen.
Le 29 octobre 2018, Génération.s lance un appel à candidature ouvert à tous pour construire une « liste citoyenne » aux élections européennes de 2019.
Le 18 mars 2019, Aurore Lalucq, porte-parole du mouvement, rejoint la campagne de Place publique en vue du scrutin européen.
À l'issue du scrutin du 26 mai 2019, la « liste citoyenne du Printemps européen avec Benoît Hamon soutenue par Génération.s et DéME-DiEM25 » obtient 741 772 voix, soit 3,27 %, et aucun élu.

### Rapprochement avec les mouvements écologistes
En vue de l’élection présidentielle de 2022, Génération.s entre dans le Pôle écologiste, composé également d'Europe Écologie Les Verts, Génération écologie, Cap écologie et le Mouvement des progressistes. Une primaire écologiste est organisée en 2021 avec ces partis. Le parti partage l’essentiel de ses parrainages — 28 sont nécessaires aux candidats pour se présenter — entre Sandrine Rousseau et Éric Piolle.

### Élections législatives
Lors de l'élection présidentielle de 2022, le président sortant, Emmanuel Macron, est réélu au second tour face à Marine Le Pen avec 58,5 % des suffrages exprimés. Face à cette défaite et absence de la gauche au second tour, La France insoumise, arrivée en tête du premier tour parmi les partis de gauche (21,95 % des suffrages), souhaite conduire des négociations pour une union des partis de gauche en préparation des élections législatives,. Dans un communiqué commun, Génération.s et La France insoumise annoncent conclure un accord, exprimant la volonté de constituer une majorité de députés à l'Assemblée nationale sous une bannière commune. Cette coalition électorale et programmatique est rejointe dans les jours qui suivent par Europe Écologie Les Verts, le Parti communiste et le parti socialiste et prend le nom de Nouvelle Union populaire écologique et sociale (NUPES). 4 députés sont élus : Sophie Taillé-Polian, Karim Ben Cheïkh, Sébastien Peytavie et Benjamin Lucas. Ils siègent dans le Groupe écologiste, dont Sophie Taillé-Polian est la vice présidente chargée de l'intergroupe NUPES.

### Élections européennes de 2024
Lors de sa convention nationale de novembre 2022, le parti s'est positionné pour une liste commune de la NUPES pour les élections européennes de 2024. En mai 2023, les quatre députés Génération·s plaident dans une tribune pour une liste NUPES commune aux européennes 2024, sous la conduite d’un ou une écologiste.
Le 22 février 2024, un communiqué signé par deux coordinateurs du parti (Léa Filoche et Arash Saeidi) annonce le résultat d'une consultation militante sur la « stratégie d'alliance de Génération.s pour les élections européennes » et en résulte qu'une  majorité de votants, à hauteur de 59 %, veulent rejoindre la liste de La France insoumise menée par Manon Aubry. Le soir même, un deuxième communiqué du bureau exécutif est publié sur le compte twitter Les Jeunes Generation.s et annonce la suspension des deux coordinateurs accusés d’être à l'origine d'un scrutin faussé, « hors de toutes procédures » et « pris la responsabilité de communiquer en leur nom propre avec les moyens du parti »,. Arash Saeidi décide de faire campagne pour La France insoumise alors que la direction de Génération.s entend ne pas participer à cette élection. Après un mois de débat interne en mars 2024, les adhérents du parti décident majoritairement (56%) ne rejoindre aucune des propositions faites par les partenaires de la NUPES et de n'en soutenir aucune en particulier.

### Élections législatives de 2024

Logo du Nouveau Front populaire

À la suite de la dissolution de l'assemblée nationale annoncée par le Président de la République le 9 juin 2024, Génération·s prend part aux négociations pour la consitition d'un Nouveau Front populaire élargissant le périmetre de l'accord NUPES.
Le 13 juin au soir, les principales composantes de l'alliance (dont Génération·s) parviennent à un accord de campagne, de programme et de répartition des circonscriptions. L'accord prévoit selon son texte d'annonce « un programme politique de rupture avec une déclinaison pour les 100 premiers jours du mandat ». Le lendemain midi, le co-coordinateur national de Génération.s, Ali Rabeh, se tient entre le coordinateur de La France insoumise, Manuel Bompard, et l'ex-présidente du groupe La France insoumise à l'Assemblée nationale, Mathilde Panot, sur la photo de groupe prise à l'issue de la présentation de ce programme commun à la maison de la Chimie,,.

## Personnalités liées au mouvement

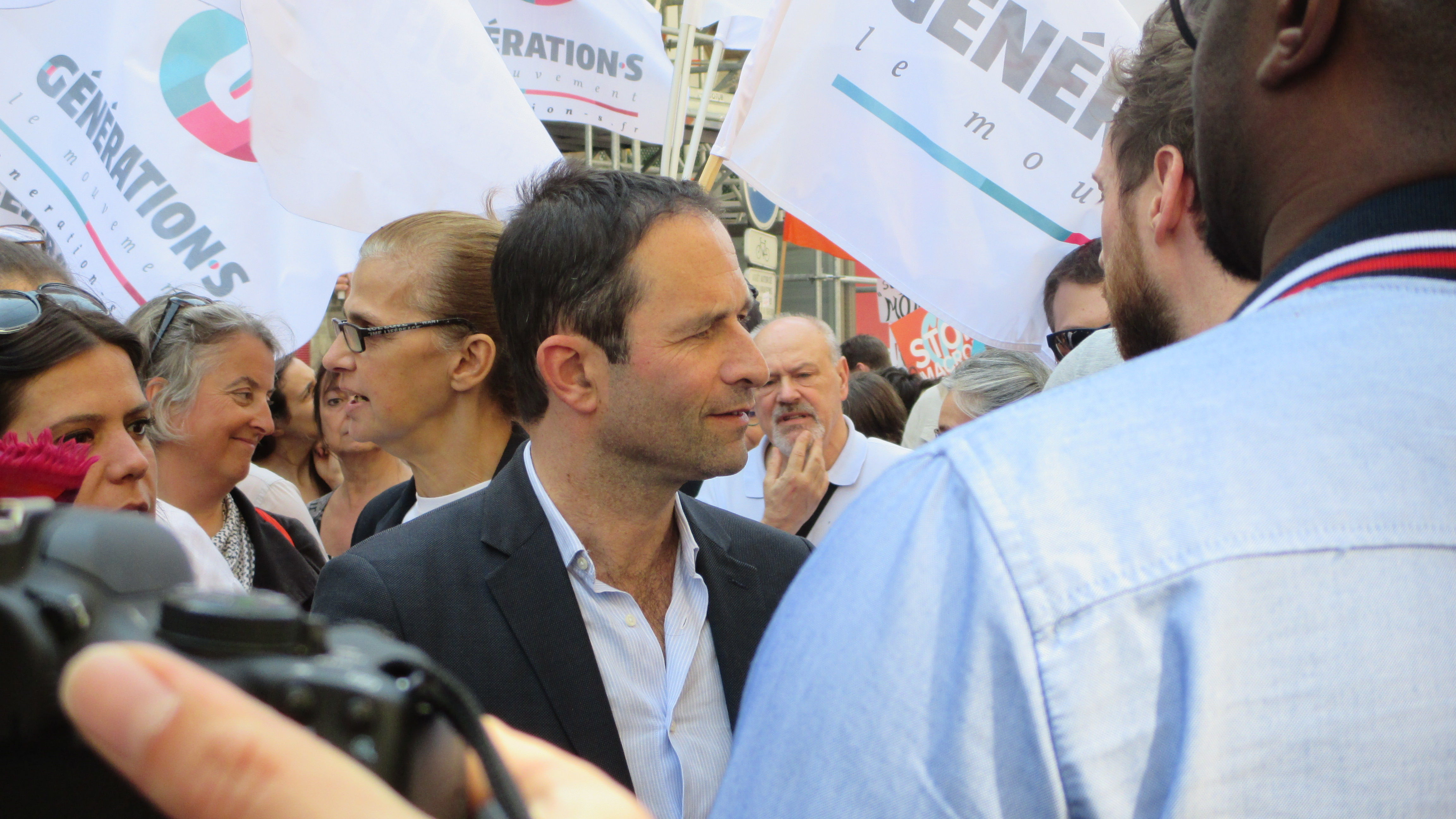
Benoît Hamon avec des membres de Génération·s à la manifestation La fête à Macron en mai 2018.

Parmi les participants au congrès fondateur, on peut citer les écologistes Noël Mamère, Esther Benbassa et Cécile Duflot, mais aussi les socialistes Guillaume Balas, Isabelle Thomas et Pascal Cherki. Plusieurs observateurs y voient la renaissance d'un mouvement écologiste, ainsi pour Sébastien Jumel, député PCF de Seine-Maritime, « Benoît Hamon a fait l’Anschluss sur les Verts », et pour Cécile Duflot ce congrès était « une université d’été des Verts mais en mieux ».
Le 17 janvier 2018, l'ancienne ministre Aurélie Filippetti rejoint le parti et annonce son départ du PS ; dans le même temps, le parti revendique 50 000 adhérents.
Le 22 février 2018, l'ancien président du Mouvement des jeunes socialistes, Benjamin Lucas, quitte le PS pour rejoindre le mouvement. Un mois plus tard, le 23 mars 2018, la présidente du MJS, Roxane Lundy, ainsi que 25 des 30 membres du bureau national, rejoignent Génération·s.
Le 8 novembre 2018, Sarah Soilihi, docteure en droit, ancienne championne du monde de kick-boxing et oratrice nationale de la France insoumise, annonce rejoindre Génération.s. Ce ralliement, qui avait comme objectif principal d'obtenir une très bonne place (2e) sur la liste citoyenne du Printemps européen, est de courte durée après le résultat qui ne donne aucun élu.[réf. nécessaire]

### Élus nationaux

#### XVelégislature
- Régis Juanico, député de la 1re circonscription de la Loire à compter du 17 juin 2007, réélu pour un second mandat du 17 juin 2017 au 22 juin 2022, qui ne s'est pas représenté en 2022.

#### XVIelégislature
- Sophie Taillé-Polian, d'abord sénatrice du Val-de-Marne à partir du 8 octobre 2018[99] puis députée de la 11e circonscription du Val-de-Marne depuis le 22 juin 2022[100].
- Karim Ben Cheikh, député de la 9e circonscription des Français établis hors de France depuis le 22 juin 2022[101].
- Sébastien Peytavie, député de la 4e circonscription de la Dordogne depuis le 22 juin 2022[102].
- Benjamin Lucas, député de la 8e circonscription des Yvelines depuis le 22 juin 2022[103].
- Francesca Pasquini, députée de la 2e circonscription des Hauts-de-Seine depuis le 22 juin 2022 et membre de Génération·s depuis le 23 mai 2024[104].

#### XVIIelégislature
- Sophie Taillé-Polian, députée de la 11e circonscription du Val-de-Marne depuis le 1er juillet 2024[105].
- Karim Ben Cheikh, député de la 9e circonscription des Français établis hors de France depuis le 8 juillet 2024[106].
- Sébastien Peytavie, député de la 4e circonscription de la Dordogne depuis le 8 juillet 2024[107].
- Benjamin Lucas, député de la 8e circonscription des Yvelines depuis le 8 juillet 2024[108].
- Tristan Lahais, député de la 2e circonscription d’Ille-et-Vilaine depuis le 8 juillet 2024[109].
- Emmanuel Duplessy, député 2e circonscription du Loiret de la depuis le 8 juillet 2024[110].

### Maires
- Ali Rabeh, maire de Trappes depuis 2021
- Christophe Lubac, maire de Ramonville Saint-Agne depuis 2020
- Andréa Kiss, maire de Le Haillan depuis 2020
- Thomas Dupont-Fédérici, maire de Bernières-sur-mer depuis 2020

### Anciens élus
- Naïma Charaï, conseillère régionale de la région Nouvelle-Aquitaine jusqu'en 2021 (élue sous l'étiquette Parti socialiste)[111].

## Organisation
À l'instar de La République en marche et de La France insoumise, le parti, juridiquement une association loi de 1901, est organisé en comités locaux, dans une volonté revendiquée de démocratie participative, en « associant les citoyens au processus ». Ceux-ci furent mis en place à l'automne 2017. Pour L'Express, le mouvement est bien un parti dès ses débuts.
Par ailleurs, il n'est pas obligatoire de quitter son parti pour rejoindre le mouvement, ni de payer une cotisation pour y adhérer. Cet attribut horizontal est confirmé par Hamon le 2 décembre 2017 lors du congrès fondateur.
En octobre 2017, Benoît Hamon propose d'envoyer des jeunes militants volontaires sur les circonscriptions acquises au Front national pour faire connaître le mouvement.
Pour Florence Haegel, professeure à Sciences Po : « Pour la nouvelle génération, avec la transformation des modes de communication, la forme parti politique, hiérarchisée, disciplinée, n’est plus adaptée ». Slate note qu'il existe désormais une volonté de créer des « mouvements » et non des « partis », citant, outre La République en marche et La France insoumise, le Mouvement 5 étoiles en Italie, ou le « mouvement-parti » Podemos en Espagne. Pour expliquer cette volonté, Slate met en avant qu'il existe désormais une défiance par rapport aux partis ainsi qu'une tendance sociétale à rechercher une « horizontalité », représentée par les réseaux (notamment sociaux) et la possibilité d'initiatives autonomes. Mais, si « la mode est aujourd’hui aux mouvements », pour Slate, derrière cette « rupture lexicale », les changements organisationnels qui en résultent sont « à relativiser »,.

### Coordination politique provisoire (2017-2018)
Le 2 décembre 2017, une coordination politique provisoire composée de 15 femmes et de 15 hommes est votée. Elle reste en place jusqu'à la première convention du mouvement et la mise en place de ses instances pérennes. La direction provisoire était composée de :
- Danielle Auroi
- Dominique Bertinotti
- Naïma Charaï
- Nadia El Hajjaji
- Mila Jeudy
- Hella Kribi-Romdhane
- Aurore Lalucq
- Sandra Laugier
- Chloé Le Bail
- Claire Monod
- Charlotte Lestienne
- Julia Paul-Zamour
- Barbara Romagnan
- Aïssata Seck
- Isabelle Thomas
- Salah Amokrane
- Guillaume Balas
- Hadrien Bureau
- Pierre Cattan
- Pascal Cherki
- Pierre Cohen
- Yves Contassot
- Benoît Hamon
- Noël Mamère
- Michel Pouzol
- Fabien Duquesne
- Bastien Recher
- Roberto Romero
- Pierre Serne
- Alfred Spira

### Co-coordinateurs nationaux (depuis 2018)
| Binôme | Binôme                              | Début            | Fin              | Durée                      |
| ------ | ----------------------------------- | ---------------- | ---------------- | -------------------------- |
| 1      | Guillaume Balas Claire Monod        | 2 décembre 2017  | 27 novembre 2020 | 2 ans, 11 mois et 25 jours |
| 2      | Sophie Taillé-Polian Benjamin Lucas | 27 novembre 2020 | 20 novembre 2022 | 1 an, 11 mois et 24 jours  |
| 3      | Arash Saeidi Léa Filoche            | 20 novembre 2022 | 22 février 2024  | 1 an, 3 mois et 2 jours    |
| 4      | Ali Rabeh Hella Kribi-Romdhane      | 22 février 2024  | en cours         | 1 an, 5 mois et 7 jours    |

## Résultats électoraux

### Élections présidentielles
| Année | Candidat      | Parti                  | Premier tour | Premier tour | Premier tour |
| Année | Candidat      | Parti                  | Voix         | %            | Rang         |
| ----- | ------------- | ---------------------- | ------------ | ------------ | ------------ |
| 2022  | Yannick Jadot | EELV (Pôle écologiste) | 1 627 853    | 4,63         | 6e           |

### Élections législatives
| Année | Premier tour | Premier tour | Second tour | Second tour | Sièges  | Rang |
| Année | Voix         | %            | Voix        | %           | Sièges  | Rang |
| ----- | ------------ | ------------ | ----------- | ----------- | ------- | ---- |
| 2022a | 145 610      | 0,64         | 186 254     | 0,90        | 4 / 577 | 16e  |
| 2024b | 238 881      | 0,75         | 215 890     | 0,79        | 6 / 577 | 13e  |

- a Au sein de la NUPES.
- b Au sein du Nouveau Front populaire.

### Élections européennes
| Année | Voix    | %    | Sièges | Rang | Tête de liste |
| ----- | ------- | ---- | ------ | ---- | ------------- |
| 2019  | 741 772 | 3,27 | 0 / 79 | 8e   | Benoît Hamon  |